# Giovanni van Bronckhorst
Giovanni Christiaan van Bronckhorst, nizozemski nogometaš in nogometni trener, * 5. maj 1975, Rotterdam, Nizozemska.
Bronckhorst je nekdanji nogometni branilec oz. vezni igralec in dolgoletni član nizozemske nogometne reprezentance.